# Havelterberg (heuvel)

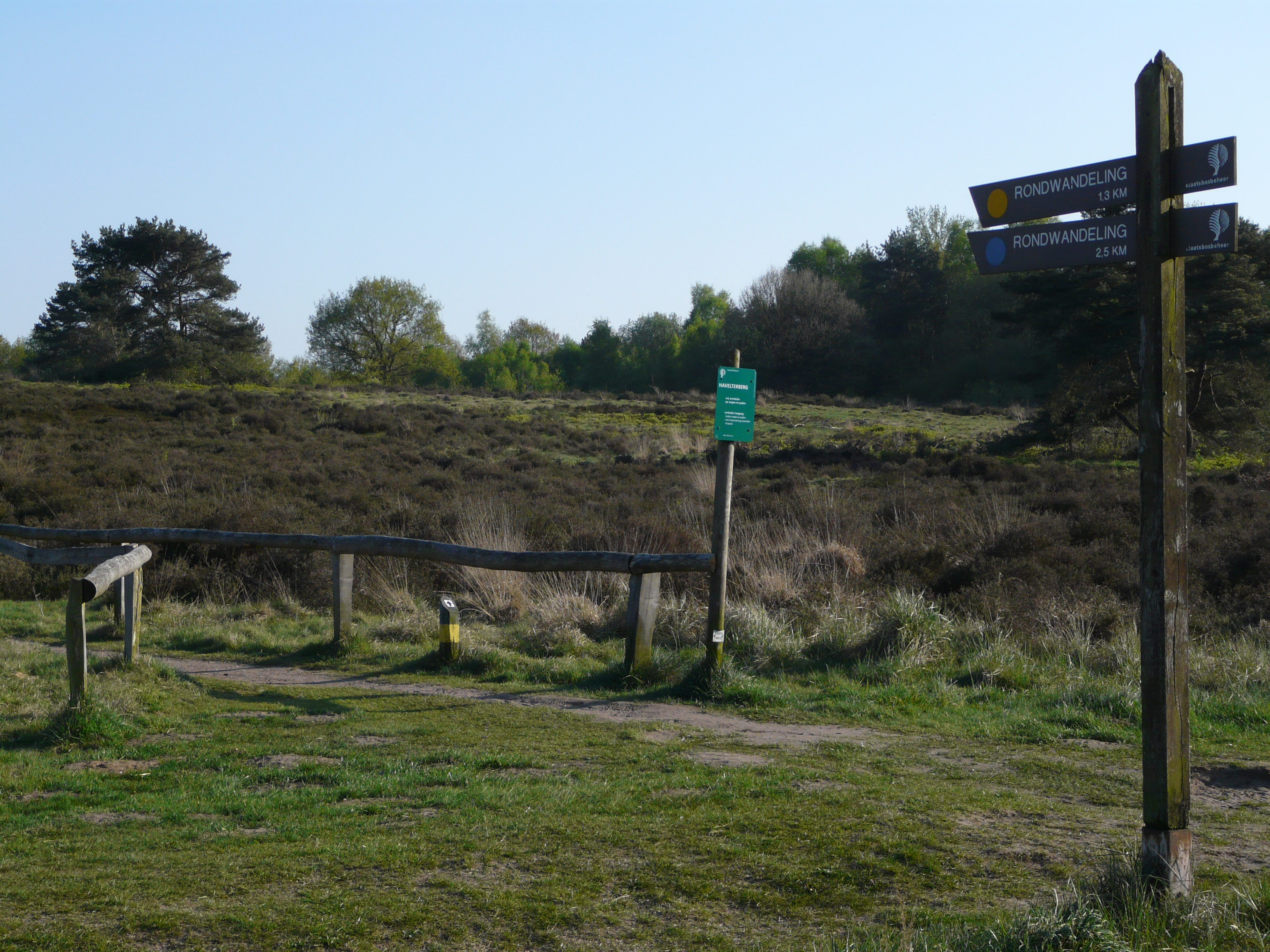
Havelterberg

De Havelterberg is een heuvel begroeid met voornamelijk heide op het Holtingerveld ten noordwesten van Havelte. Naast deze heuvel liggen de hunebedden D53 en D54.

## Omschrijving
De Havelterberg is onderdeel van het boogvormige stuwwalcomplex van Steenwijk, waarop ook de Woldberg is gelegen. De Woldberg is 26 m + NAP. De hoogste toppen (circa 17 m + NAP) van de stuwwallenboog zijn de Bisschopsberg en de Havelterberg. Dit stuwwalcomplex is ontstaan tijdens de voorlaatste ijstijd, het Saalien. In het Saalien zijn verschillende fasen van vergletsjering te onderscheiden, waarin een reeks van stuwwallen gevormd. Bij een vroege vergletsjeringsfase reikte het ijs tot de lijn Texel-Gaasterland-Steenwijk-Coevorden. Hierbij werden langs de ijsrand lokaal dikke pakketten grondmorene afgezet. Het materiaal van de grondmorenes, de keileem, bestaat uit een mengsel van leem, zand en grind, ook komen zwerfkeien voor. Later rukte het ijs verder naar het zuiden op en werden de grondmorenes uit de vorige vergletsjeringsfase opgestuwd tot stuwwallen. Deze stuwwallen werden vervolgens door het oprukkende ijs overreden en omgevormd tot drumlinachtige structuren. In de laatste ijstijd (Weichselien) zijn deze afzettingen plaatselijk bedekt met een laag dekzand.
Bij de Havelterberg dagzomen de proglaciale afzettingen veelal in de hellingen. Op de top ligt vaak keileem. Door de aanwezigheid van het slecht doorlatende keileem kan er grondwater stagneren. Het gehele complex van stuwwallen, glaciale ruggen en bekkens rond Steenwijk wordt als zeer gaaf aangemerkt en is daarmee van bijzondere aardkundige waarde. De provincie Drenthe heeft de Havelterberg in 2013 aangewezen als aardkundig monument.
Toen ongeveer 15.000 jaar geleden het klimaat langzaam verbeterde en er toendralandschap ontstond, deed ook de mens (hernieuwd) zijn intrede in Nederland waaronder in de omgeving van Havelte.
Boven op de Havelterberg is een mooi uitzicht op de omgeving en de hunebedden D53 en D54. Hiervandaan zijn ook wandelingen mogelijk.

## Natuurbeheer
De Havelterberg wordt beheerd door Staatsbosbeheer. Het gebied maakt onderdeel uit van het grotere natuurgebied Holtingerveld dat gezamenlijk wordt beheerd met Natuurmonumenten, Drents Landschap en het Ministerie van Defensie.

## Galerij

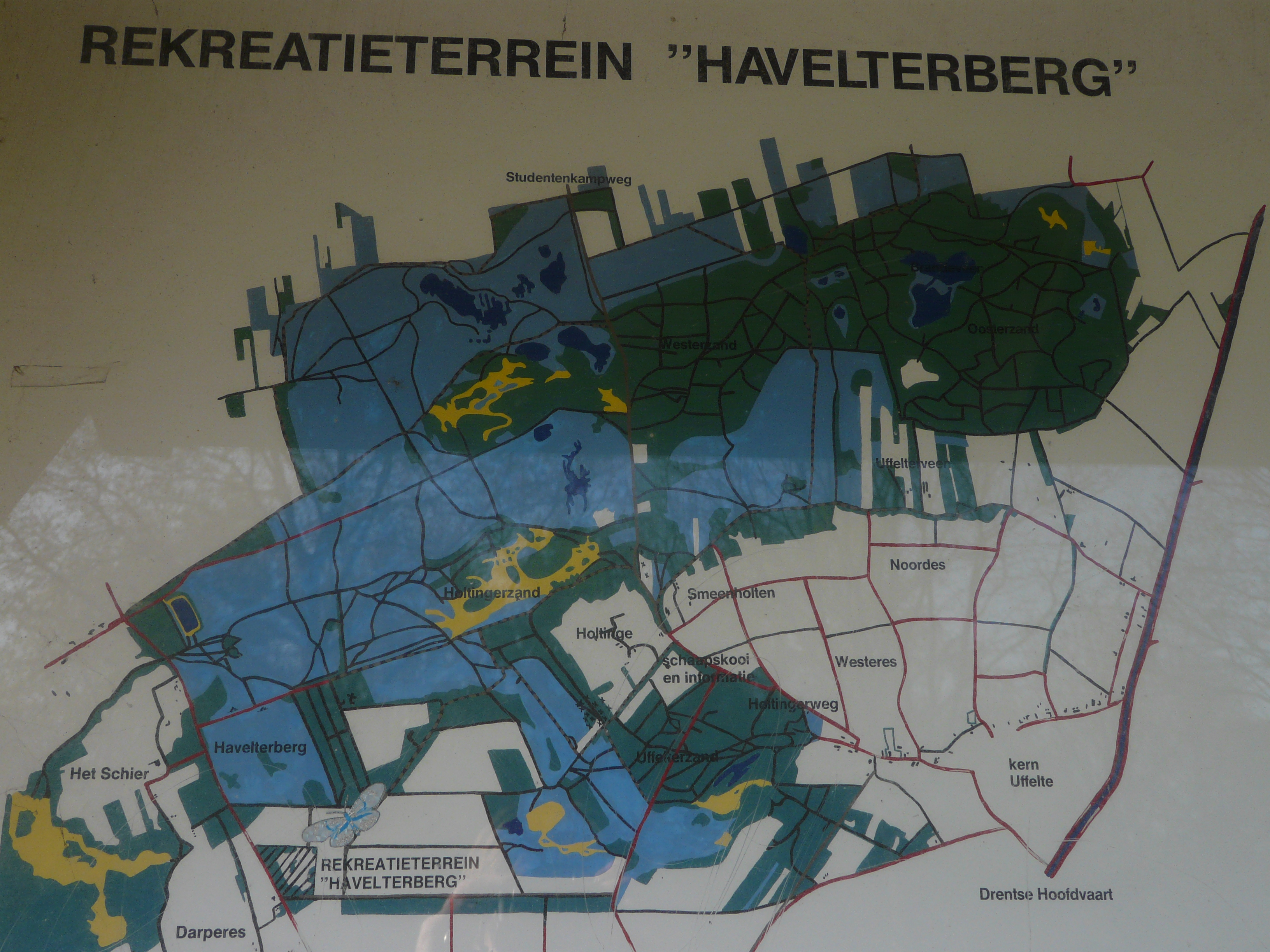